# 重要政策に関する会議
重要政策に関する会議（じゅうようせいさくにかんするかいぎ）とは、日本の中央省庁のひとつである内閣府において、内閣府設置法を法的根拠に置かれる機関。
内閣及び内閣総理大臣を助ける機能を果たし、内閣総理大臣または内閣官房長官を議長とし、関係大臣と有識者から構成される議論の場である。

## 重要政策に関する会議一覧
- 経済財政諮問会議
- 総合科学技術・イノベーション会議
- 中央防災会議
- 男女共同参画会議
- 国家戦略特別区域諮問会議